# استواردم

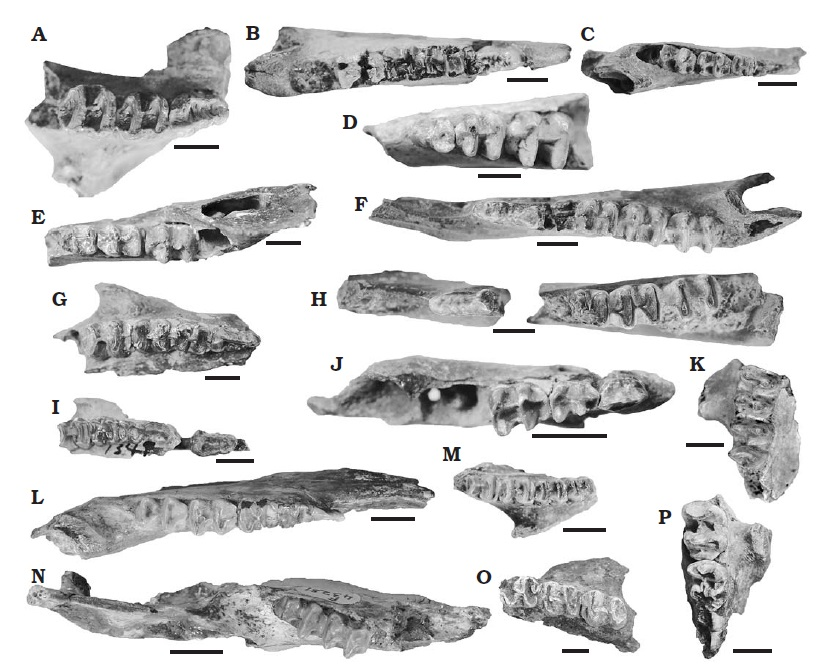
فسیل های کشف شده در استرالیا ۱۹۶۳

استواردُم (نام علمی: Simosthenurus) یا کانگوروی کوتاه‌چهره نام یک سرده از زیرخانواده استواردمان است.